# Dawud Anyabwile
Dawud Anyabwile (né David Sims le 6 février 1965 à Philadelphie) est un dessinateur américain actif comme storyboarder, dessinateur de bande dessinée, animateur et illustrateur.
Il est surtout connu pour sa série de comic books Brotherman (1990-1996), écrite par son frère Guy A. Sims, qui met en scène Antonio Valor, un Afro-Américain qui se bat pour les droits de ses semblables.

## Biographie
David Sims naît le 6 février 1965 à Philadelphie.
Au milieu des années 1980, il gère avec son frère Jason une boutique de T-shirts personnalisés à l'aérographe à East Orange, dans le New Jersey. En 1989, ils projettent de lancer une série de comic books promotionnels pour une exposition à New York en 1990. Dawud s'associe alors à son autre frère, Guy A. Sims, qui écrit les scénarios de cette série, Brotherman.
Le succès du comic book conduit les frères à mettre fin à leur magasin pour se consacrer à plein temps à leur série, qu'il diffusent indépendamment via leur société Big City Comics. Ils en publient onze numéros jusqu'en 1996, pour des ventes totales de plus de 750 000 exemplaires. Leur travail leur vaut notamment une nomination aux prix Eisner 1992.
Anyabwile décide ensuite de mettre fin au projet pour des raisons personnelles et d'aller travailler dans un studio de jeu vidéo sur une adaptation de La Panthère Rose. Anyabwile s'installe ensuite à Los Angeles, où il travaille comme character designer sur plusieurs séries animées (comme La Famille Delajungle et Les Razmoket) ou comme storyboarder pour des vidéoclips.
Il s'installe ensuite à Atlanta et travaille pour Turner Studios sur des séries comme Harvey Birdman, Attorney at Law ou Level Up, ou encore le film Journal d'un dégonflé : Un loooong voyage. Il réalise ponctuellement des projets plus personnels, comme le court-métrage Charged en 2014.
En 2015, Anyabwile et son frère Guy reviennent à la bande dessinée en adaptant le roman pour adolescents Monster de Walter Dean Myers (en). L'année suivante, ils relancent Brotherman avec Revelation, qui leur vaut deux prix Glyph en 2016. En 2019, Anyabwile adapte le roman jeunesse Frères (The Crossover) de Kwame Alexander.